# Kwieki
Kwieki [pronunciación en polaco: /ˈkfjɛki/] (en alemán: Kiebitzbruch) es un pueblo ubicado en el distrito administrativo de Gmina Czersk, dentro del Condado de Chojnice, Voivodato de Pomerania, en Polonia del norte. Se encuentra aproximadamente a 8 kilómetros al oeste de Czersk, a 25 kilómetros al noreste de Chojnice, y a 79 kilómetros al suroeste de la capital regional Gdańsk.
El pueblo tiene una población de 85 habitantes.